# Bruno Versavel
Bruno Versavel (Diest, 27 augustus 1967) is een gewezen Belgische voetballer die zijn beste periode beleefde bij KV Mechelen. Tot oktober 2019 was hij trainer bij KESK Leopoldsburg in eerste provinciale. Hij is de jongere broer van gewezen voetballer Patrick Versavel.

## Clubcarrière
De linkermiddenvelder begon op jonge leeftijd te voetballen bij FC Diest, de club uit zijn geboortestad. Deze club speelde op dat moment in de Belgische Tweede Klasse en in 1985 maakte Versavel zijn debuut in het eerste elftal. Versavel speelde vaak en trok al in 1986 naar KSC Lokeren.
Daar bleef hij twee seizoen want de middenvelder trok in 1988 naar KV Mechelen. Daar werd hij niet alleen succesvol in België, maar ook in de rest van Europa. KV Mechelen won in 1989 de Europese Supercup.
Tijdens het seizoen 1991/92 besloot RSC Anderlecht om Versavel over te kopen van Mechelen. Versavel werd ook in Brussel een vaste waarde en bleef er uiteindelijk tot 1997. Vervolgens speelde hij even in de Serie B bij AC Perugia en later ook in de Zwitserse Nationalliga B bij FC Lugano.
In 1998 keerde Versavel terug naar België, waar hij bij KFC Herentals ging spelen. In 1999 verliet hij de club voor Verbroedering Geel, maar ook daar bleef hij maar een seizoen. Versavel trok vervolgens naar KFC Turnhout.

## Interlandcarrière
Versavel was ook Rode Duivel en speelde op het WK 1990 in Italië. Voor het WK 1994 werd hij niet geselecteerd, ook al was hij er bijna altijd bij in de voorronde. De voorkeur ging uit naar Vital Borkelmans en Rudi Smidts.

## Trainerscarrière
In het seizoen 2006/07 zette Versavel een punt achter zijn professionele spelerscarrière en besloot hij bij FC Diest zijn carrière te beëindigen. Daarnaast werd hij jeugdtrainer bij KV Turnhout. In januari 2017 werd Versavel aangesteld als hoofdtrainer van MD Halen, om vervolgens in juli 2018 over te stappen naar KOVC Sterrebeek. In juli 2019 werd Versavel aangesteld als trainer van het jeugdige KESK Leopoldsburg in eerste provinciale, maar hij hield het echter niet lang vol. In oktober 2019 werd hij ontslagen. In januari 2021 werd Versavel aangesteld als sportief directeur bij KFC Diest.

## Erelijst
Als speler
 KV Mechelen
- Eerste klasse: 1988/89
- Europese Supercup: 1988
- Trofee Jules Pappaert: 1990

 RSC Anderlecht
- Eerste klasse: 1992/93, 1993/94, 1994/95
- Beker van België: 1993/94
- Belgische Supercup: 1993, 1995

## Trivia
- In 1995 was Versavel samen met toenmalig Anderlecht-voorzitter Constant Vanden Stock (1914–2008) en Anderlecht-ploegmaats John Bosman, Yaw Preko, Marc Emmers, Philip Haagdoren en Danny Boffin te zien in een aflevering van F.C. De Kampioenen (Mijnheer Constant, seizoen 6). Aan het einde van de aflevering hebben zij een cameo.
- Versavels dochter Lotte Versavel nam deel aan Miss België 2022 en eindigde als finaliste.[1]